# Der häßliche Amerikaner
Der häßliche Amerikaner (amerikanischer Originaltitel: The Ugly American) ist ein 1958 in den Vereinigten Staaten erschienener politischer Roman von Eugene Burdick und William Lederer. 1963 wurde er mit Marlon Brando verfilmt. Der Roman wurde in den USA ein Bestseller und steht dort bis heute auf der Backlist des Verlags W. W. Norton & Company. Das Buch gilt als Schlüsselroman, der in einem fiktiven Szenario die Erfahrungen der Amerikaner in Südostasien (Vietnam) allgemein und mehrere reale Personen im Speziellen darstellt.

## Das Buch
Die Handlung des Romans ereignet sich in einem fiktiven südostasiatischen Staat namens Sarkhan, der stark an Birma oder Thailand erinnert, aber auf Vietnam anspielen soll. Das Buch spielt auf mehrere reale Personen an, wobei die Namen der meisten verändert wurden. Der Roman schildert den Kampf der US-Amerikaner gegen den Kommunismus in Vietnam – der später als Kampf um die Herzen und Köpfe bezeichnet wurde –, den sie aber wegen ihrer Arroganz und ihres mangelnden Verständnisses für die lokale Kultur verloren. Sein Titel ist zweideutig – er bezieht sich sowohl auf den körperlich unattraktiven Helden Homer Atkins als auch auf das hässliche Verhalten der amerikanischen Expatriates.
Im Roman sagt ein burmesischer Journalist: „Aus bestimmten Gründen sind diese [amerikanischen] Leute, die ich in meinem Land treffe, anders als die, die  ich in den Vereinigten Staaten kennenlernte. Sie scheinen eine mysteriöse Wandlung durchzumachen, sobald sie in ein fremdes Land reisen. Sie isolieren sich sozial. Sie leben protzig. Sie werden laut und großspurig.“
Der „hässliche Amerikaner“ des Buchtitels bezieht sich zunächst auf den äußerlich unattraktiven Ingenieur Atkins, der mit den Einheimischen lebt, der ihre Bedürfnisse verstehen lernt und mit nützlichen Projekten wie der Entwicklung einer einfachen, fahrradbetriebenen Wasserpumpe hilft. Im Roman wird argumentiert, dass die Kommunisten erfolgreich sind, weil sie taktisch ähnlich wie Atkins vorgehen.
Laut einem im Mai 1959 in Newsweek veröffentlichten Artikel war Otto Hunerwadel, ein Techniker der damaligen Hilfsorganisation International Cooperative Agency, das reale Vorbild für den „häßlichen Amerikaner“. Dieser lebte mit seiner Ehefrau Helen von 1949 bis zu seinem Tod im Jahre 1952 in Birma, wo sie in den Dörfern lebten, landwirtschaftliche Methoden lehrten und beim Aufbau kleiner Konservenfabriken halfen.
Das Vorbild für Colonel Hillandale, eine weitere Figur des Buches, scheint der U.S. Air Force-Generalleutnant und CIA-Mitarbeiter Edward Lansdale gewesen zu sein, ein Experte der Aufstandsbekämpfung.
Nachdem das Buch in den USA eine breite Leserschaft erhalten hatte, galt der Begriff „Ugly American“ dort zunehmend als Synonym für die „lauten und großspurigen“ Besucher fremder Länder, im Gegensatz zu den „ganz gewöhnlich aussehenden Leute, die wie Homer Atkins keine Scheu davor haben, sich die Hände schmutzig zu machen“, wie es in dem Buch selbst heißt.
Dem britischen Dokumentarfilmer Adam Curtis zufolge war „John Kennedy von dem Buch ,The Ugly American' gefesselt. Im Jahr 1960 finanzierten er und fünf weitere Meinungsführer gemeinsam eine große Anzeige in der New York Times, aus der hervorging, dass sie jedem US-Senator ein Exemplar des Romans gesendet hatten, weil seine Botschaft so wichtig ist.“

## Die Verfilmung
Der Roman wurde 1963 mit Marlon Brando in der Rolle des US-Botschafters Harrison Carter MacWhite verfilmt (Drehbuch: Stewart Stern, Produzent und Regisseur: George Englund). Der Film wurde mit thailändischen Szenenmotiven überwiegend in Hollywood gedreht. Teile des Films wurden in Bangkok, Thailand, aufgenommen, unter anderem in der Chulalongkorn-Universität.
Kukrit Pramoj, ein thailändischer Politiker und Wissenschaftler, unterstützte die Produktion als kultureller Berater und spielte später auch die Rolle von Sarkhans Premierminister Kwen Sai. Später, im Jahr 1975, wurde er tatsächlich der 13. Premierminister von Thailand. 

## Ausgabe
- William J. Lederer and Eugene Burdick: The Ugly American. W. W. Norton, New York 1999, ISBN 0-393-31867-2 (EA Norton, New York 1958).
  - deutsch: Der häßliche Amerikaner. Rowohlt, Reinbek 1971, ISBN 3-499-10845-3 (EA Nannen Verlag, Hamburg 1959; aus dem Amerikanischen von Elisabeth und Hans Herlin).